# 花烏賊屬

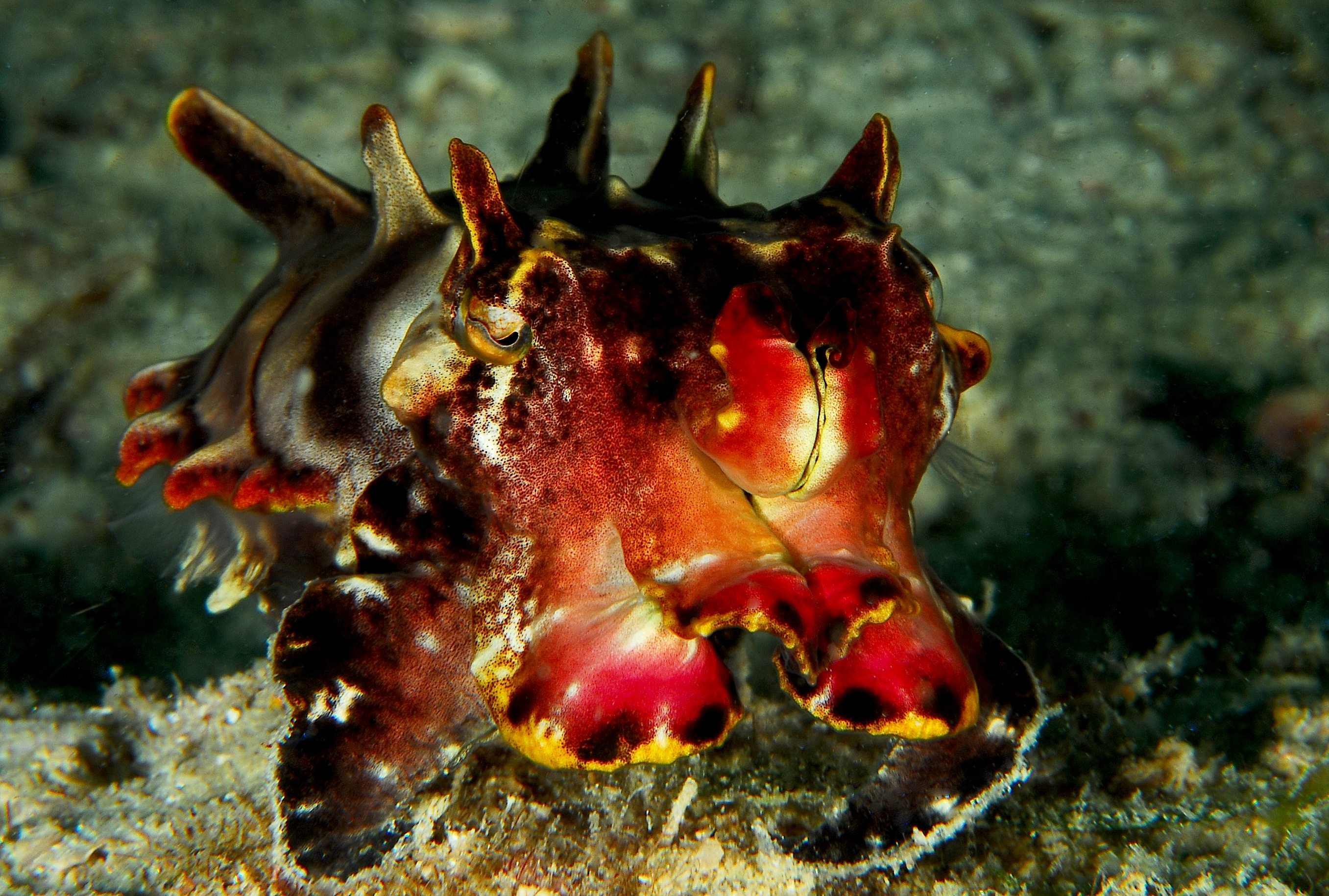
花墨魚的下屬一個分類，火焰花枝（Metasepia pfefferi）

花墨魚屬（Metasepia）是烏賊科下的一個小屬。其下的生物分佈于太平洋海域，且個體都很小。是烏賊科即為墨魚科、也屬於烏賊。